# Polaris
Polaris of de Poolster (alpha Ursae Minoris) is de helderste ster in het sterrenbeeld Kleine Beer (Ursa Minor).
Polaris is een drievoudige ster. De helderste component, Polaris Aa, is een type F superreus (spectraalklasse F8Ib). Het is de dichtstbijzijnde Cepheïde met een afstand van 433 lichtjaar en een periode van ongeveer 4 dagen. In 2006 is de begeleider Polaris Ab ontdekt, op 0,17 boogseconde van Polaris Aa. Het is een type F hoofdreeksster (F6V). Polaris B werd in 1780 ontdekt door William Herschel op 18,4 boogseconden van Polaris A. Ook dit is een type F hoofdreeksster (F7V). Deze ster omloopt Polaris A in 29,59 jaar.
De ster maakt misschien deel uit van de Pleiadengroep.

## Naam

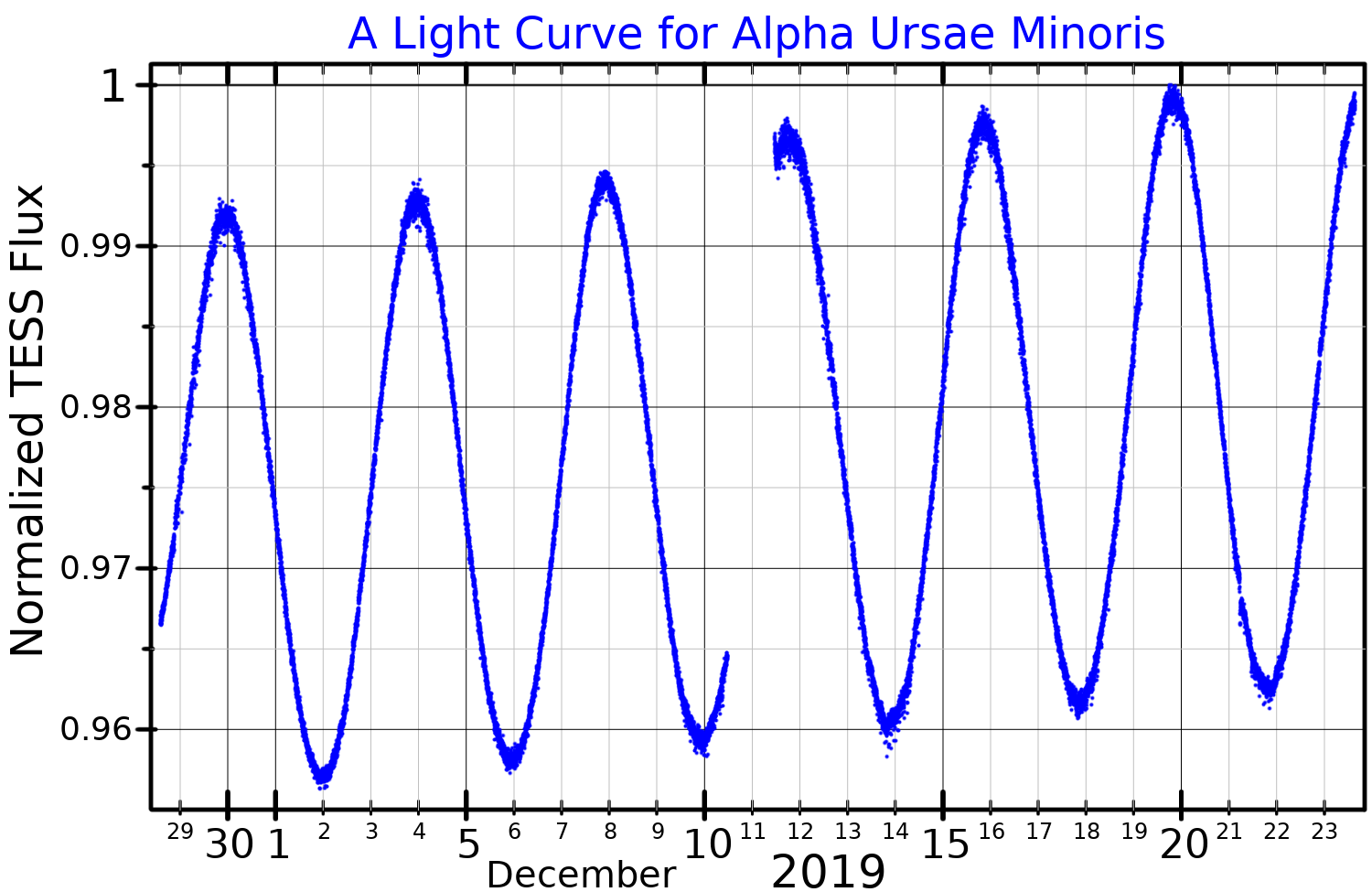
Lichtkromme van Polaris

De naam Polaris en Poolster dankt de ster aan het feit dat zij tegenwoordig ongeveer op de plaats van de noordelijke hemelpool staat: minder dan 1 graad of anderhalf keer de schijnbare diameter van de maan. De kortste afstand van de Poolster tot de noordelijke hemelpool zal worden bereikt in februari 2102 (0° 27' 37" ofwel minder dan de diameter van de maan).
Door de precessie beschrijft de poolas in ongeveer 25 770 jaar een cirkel, Polaris zal dus niet altijd poolster blijven. Voor andere sterren die in het verleden of in de toekomst de functie van poolster vervullen zie het artikel Poolster.

## Video
- Schijn van bewegende sterren om de hemelpool in de directe omgeving van de Polaris